# المبادئ الخمسة للإصلاح الإنجيلي
مبادئ الإصلاح الخمسة (او الخمسة سولا، او المبادئ الخمسة للإصلاح الإنجيلي) (Sola هي كلمة لاتينية تعني "وحده") هي المبادئ اللاهوتية الاساسية في الإصلاح البروتستانتي، فهي كالتالي:
- سولا فيدي (sola fide): الإيمان وحده هو مصدر الخلاص.
- سولا سكريبتورا (sola scriptura): الكتاب المقدس وحده هو مصدر لتعاليم الله.
- سولا جراتيا (sola gratia): النعمة وحدها هي مصدر الخلاص.
- سولو كريستو (solus Christus): المسيح وحده هو مصدر الخلاص.
- سولي ديو جلوريا (soli Deo gloria): المجد لله وحده.